# Halastó (település)
Halastó község Vas vármegyében, a Körmendi járásban.

## Fekvése
A vármegye déli szélén fekszik. Két különálló településrésze Külső- és Belsőhalastó; utóbbi az előbbitől jó egy kilométerre délre helyezkedik el.
A közvetlenül határos települések: észak felől Szarvaskend, északkelet felől Döbörhegy és Gersekarát, kelet felől Sárfimizdó, délkelet felől Hagyárosbörönd, dél felől Ozmánbük – utóbbi kettő már Zala vármegyében –, nyugat felől pedig Hegyháthodász. Csak kevés híja van annak, hogy nem határos északnyugat felől még Nagymizdóval is.

### Megközelítése
A 8-as és a 76-os főutakat összekötő (Vasvár és Hegyhátsál között húzódó) 7441-es út mentén fekszik, bár utóbbi épp csak érinti. Külsőhalastó főutcája a 7444-es út, Belsőhalastóra – és azon keresztül Ozmánbük Márkus nevű településrésze felé – a 74 165-ös számú mellékút vezet. Északi határszéle közelében ágazik ki a 7441-es útból a Szarvaskend felé vezető 7462-es út is.
Vasútvonal az egész környéket nem érinti.

## Története
Első ismert okleveles említése 1236-ből származik. Nevét egy, a Bük-patakon létesített halastóról kaphatta.

## Közélete

### Polgármesterei
- 1990–1994: Kondora Lajos (független)[4]
- 1994–1998: Kondora Lajos (független)[5]
- 1998–2002: Kondora Lajos (független)[6]
- 2002–2006: Kondora Lajos (független)[7]
- 2006–2010: Kondora Lajos (független)[8]
- 2010–2014: Németh Lászlóné (független)[9]
- 2014–2019: Németh Lászlóné (független)[10]
- 2019–2024: Németh Lászlóné (független)[11]
- 2024– : Németh Lászlóné (független)[1]

## Népesség
A település népességének változása:
| Lakosok száma | 87   | 81   | 80   | 68   | 89   | 82   | 79   |
|               | 2013 | 2014 | 2015 | 2021 | 2022 | 2023 | 2024 |

A 2011-es népszámlálás során a lakosok 91,9%-a magyarnak mondta magát (8,1% nem nyilatkozott). A vallási megoszlás a következő volt: római katolikus 84,8%, evangélikus 2%, felekezet nélküli 3% (10,1% nem nyilatkozott).
2022-ben a lakosság 82%-a vallotta magát magyarnak, 4,5% németnek (14,6% nem nyilatkozott; a kettős identitások miatt a végösszeg nagyobb lehet 100%-nál). Vallásuk szerint 46,1% volt római katolikus, 1,1% evangélikus, 6,7% egyéb keresztény, 16,9% felekezeten kívüli (29,2% nem válaszolt).

## Nevezetességei
Nevezetességei közé tartozik a Szent Mihály-templom, valamint itt található Somogyi Béla szülőháza is.

## A település szülöttei
- Somogyi Béla, születési és 1890-ig használt nevén Steiner Béla (1868–1920) tanító, író, műfordító, újságíró, a Népszava szerkesztője, akit – a fehérterrort támadó cikkei miatt – szélsőjobboldali különítményesek gyilkoltak meg.